# Pota de Cavall
Pota de Cavall es un cultivar de higuera de tipo higo común Ficus carica, unífera (con una sola cosecha por temporada, los higos de otoño), con higos de epidermis con color de fondo negro púrpureo, y con sobre color marrón-rojizo negruzco. Se cultiva en la colección de higueras de Montserrat Pons i Boscana en Llucmajor (España).

## Sinonimia
- “sin sinónimo”,[4][6][7]

## Historia
Actualmente la cultiva en su colección de higueras baleares Montserrat Pons i Boscana, rescatada de un ejemplar o higuera madre localizada en el predio de "ses Maioles" en el término de Montuiri, propiedad de Gaspar Socias, incorporada en una plantación experimental con variedades locales y foráneas de higueras.
La variedad 'Pota de Cavall' es poco conocida y cultivada. Debe su nombre a la forma de las hojas que se asemejan a la pezuña de un caballo (Pota de Cavall:Pezuña de caballo, en catalán), la mayoría son de 1 solo lóbulo.

## Características
La higuera 'Pota de Cavall' es una variedad unífera de tipo higo común de una sola cosecha por temporada, los higos de otoño. Árbol de vigorosidad mediana, y un buen desarrollo en terrenos favorables, copa redondeada de porte esparcido con ramas alargadas y follaje claro, con escasa emisión de rebrotes. Sus hojas son de 1 lóbulo en su mayoría, y de 3 lóbulo (20-30%). Sus hojas con dientes presentes márgenes dentados poco marcados. 'Pota de Cavall' tiene un desprendimiento de higos mediano-alto, con un rendimiento productivo alto y periodo de cosecha medio. La yema apical cónica de color verde amarillento.
Los frutos de la higuera 'Pota de Cavall' son frutos de un tamaño de longitud x anchura:42 x 42mm, con forma urceolada, los higos son de tamaño mediano-grande, sus frutos son simétricos en la forma, y uniformes en las dimensiones, bajo porcentaje de frutos aparejados y sin formaciones anormales, de unos 33,363 gramos en promedio, cuya epidermis es gruesa, de textura fina al tacto, de consistencia fuerte, con color de fondo negro púrpureo, y con sobre color marrón-rojizo negruzco. Ostiolo de 3 a 5 mm con escamas medianas blanquecinas. Pedúnculo de 0 a 1 mm cilíndrico verde oscuro. Grietas ausentes o longitudinales muy finas. Costillas poco marcadas. Con un ºBrix (grado de azúcar) de 17 de sabor poco dulce y aguazosa (al final de la maduración se endulza un poco y se puede comer en fresco), con color de la pulpa rojo claro. Con cavidad interna mediana, con aquenios medianos en tamaño y en poca cantidad. Los frutos maduran con un inicio de maduración de los higos sobre el 18 de agosto a 28 de septiembre. Cosecha con rendimiento productivo elevado, y periodo de cosecha medio.
Se usa en alimentación humana en fresco y en seco. Difícil abscisión del pedúnculo, y mucha facilidad de pelado. De consistencia fuerte son resistentes al transporte, bastante sensibles a las lluvias, y sensibles a la apertura del ostiolo. Con una facilidad mediana al desprendimiento del árbol cuando madura.

## Cultivo
'Pota de Cavall', se utiliza en alimentación humana en fresco y en seco, y alimento para el ganado. Se está tratando de recuperar de ejemplares cultivados en la colección de higueras baleares de Montserrat Pons i Boscana en Llucmajor.